# Channel Islands Beach (Kalifornija)
Channel Islands Beach je naseljeno područje za statističke svrhe u američkoj saveznoj državi Kalifornija. Prema popisu stanovništva iz 2010. u njemu je živjelo 3,103 stanovnika.